# Ajos Serjos
Ajos Serjos (gr. "Αγιος Σέργιος", tur. Yeni Boğaziçi) – wieś na Cyprze, w dystrykcie Famagusta. W miejscowości znajduje się stadion Osman Mehmet Ergun Stadyumu. Do 1958 zamieszkana głównie przez Greków. Obecnie mieszka tu ok. 6000 osób.
De facto jest pod kontrolą Cypru Północnego.